# عبيد الشمري
عبيد محمد عبيد نهار الشمري من مواليد 1965، لاعب كرة قدم كويتي سابق، وقد كان يلعب في نادي الصليبيخات ونادي القادسية الكويتي ومنتخب الكويت لكرة القدم.

## مسيرته الكروية
بدأ عبيد الشمري مسيرته الكروية مع نادي الصليبيخات عام 1979، وفي عام 1980 وبتوصية من مدرب فريق الناشئين بنادي القادسية الكويتي فاروق إبراهيم، تم ضمه إلى نادي القادسية الكويتي، وقد حصل على لقب كأس الأمير في أعوام 1989 و1992 و1994، وقد كان هداف كأس الأمير 1995/1996 برصيد 3 أهداف، وقد فاز مع نادي القادسية الكويتي في كأس ولي العهد في عام 1998، تخصص عبيد الشمري في الركلات الثابتة المتقنة والتمريرات البينية وأجمل أهدافه كانت من ركلات ثابتة ،، وقد اعتزل كرة القدم في عام 1999.

## مع منتخب الكويت
كان ضمن منتخب الكويت لكرة القدم المشارك في كأس الخليج 1990، وقد لعب في كأس الخليج 1994 أيضا.

### كأس الخليج 1994
شارك في البطولة كلاعب ضمن منتخب الكويت لكرة القدم وسجل هدف في مرمى منتخب البحرين لكرة القدم.

## بعد الاعتزال
توجه عبيد الشمري إلى الولايات المتحدة الأمريكية للدراسة هناك، وقد حصل على شهادة الدكتوراة في التربية البدنية.
تم تعيينه رئيساً للجنة التدريب في الاتحاد الكويتي لكرة القدم في عام 2008، وفي يوم 31 مارس 2008 أعلن استقالته من لجنة التدريب في الاتحاد الكويتي لكرة القدم.
في 21 مارس 2008 أعلن بأنه سيخوض انتخابات مجلس الأمة الكويتي 2008 ضمن الدائرة الثانية، في يوم 29 مارس 2008 أعلن بأنه لديه برنامج كامل سيطرحه وفيه الكثير من الأمور التي تهم المواطنين الكويتيين
وحاليا يشغل منصب مساعد العميد في الهيئة العامة للتعليم التطبيقي والتدريب